# Joaquín López-Dóriga
Joaquín López-Dóriga Velandia (Madrid, 7 de febrer de 1947) és un periodista i conductor de noticiaris espanyol amb nacionalitat mexicana. Va ser el titular de "El Noticiero" de Televisa, El programa informatiu va ser transmès entre el 2000 i 2016. Des de 1998 està casat amb Teresa Adriana Pérez Romo i té tres fills: Joaquín, Adriana y María José López Dóriga.

## Trajectòria
A l'edat de 20 anys va començar a treballar com a periodista per El Heraldo de México el 1968 i dos anys més tard es va unir al noticiari 24 horas de Jacobo Zabludovsky, on va exercir com a cap d'informació. En 1969 va estudiar la carrera de Dret en la Universitat Anáhuac, encara que mai va exercir aquesta professió.
El 1977 es va unir a la revista Siempre! i a l'any següent va ser nomenat Director General de Noticiaris i Esdeveniments Especials de Canal 13 la televisora estatal mexicana i de Imevisión. Va fundar el 1981 la revista Respuesta i el programa de ràdio Respuestas. Entre 1988 i 2003 col·laborà amb el periòdic El Heraldo de México. De 1998 a 1999 va ser director general i conductor del programa periodístic d'investigació Chapultepec 18.
Ha estat corresponsal de guerra a Vietnam, a Orient Mitjà i a Bangladesh. Va cobrir el cop d'estat contra el president Salvador Allende el 1973 en Xile i la mort del dictador espanyol Francisco Franco, així com la dels papes Pau VI i Joan Pau I, a més dels processos electorals dels papes Joan Pau I, Joan Pau II i Francesc I.
Al llarg de la seva carrera ha entrevistat personatges de la talla de Yasser Arafat, Ronald Reagan, James Carter, Fidel Castro, Salvador Allende, Octavio Paz, Pablo Neruda, Carlos Fuentes, José Saramago, Indira Gandhi, Alberto Fujimori, Hillary Clinton, els presidents mexicans Luis Echeverría, José López Portillo, Miguel de la Madrid, Carlos Salinas de Gortari, Ernesto Zedillo, Vicente Fox, Felipe Calderón i Enrique Peña Nieto.
Va ser conductor a Multivisión.
Des del 3 de maig de 1994, condueix el noticiari radiofònic López Dóriga, transmès per Radio Fórmula.
Del 3 d'abril de 2000 al 19 d'agost de 2016 va ser conductor del noticiari nocturn d'El Canal de las Estrellas, propietat de Televisa, també transmès per Galavisión, canal operat per Univision Communications als Estats Units, titulat El Noticiero con Joaquín López-Dóriga, sustituïnt El Noticiero con Guillermo Ortega. Posterior a la seva sortida del noticiari nocturn, durant 2016, López Dóriga conduí la segona època del programa Chapultepec 18 —cancel·lat aquell any— i inicià la conducció del programa de debat Si me dicen no vengo. Alhora, des de 2006, participa com a panelista del programa d'anàlisi Tercer Grado.
És col·laborador de Milenio Diario, on escriu la columna «En Privado». A partir del 10 de gener de 2011, incursiona en el treball periodístic a través de les xarxes socials. En via Twitter compta amb una comunitat de més de 5 milions de seguidors i a partir del 5 de setembre de 2014, puja a la xarxa la seva pàgina “López Dóriga Digital” com a mitjà d'informació minut a minut.

## Reconeixements
- Premi Nacional de Periodisme en 1977 pel gènere d'entrevista i en 1981 per millor reportatge pel programa Entre dos fuegos.
- Premi Nacional de Comunicació José Pagés Llergo de la revista Siempre! en 2005 i 2010.
- Calendari Asteca d'Oro en 1998 i 2003 de l'Asociación Mexicana de Periodistas de Radio y Televisión (AMPRYT), pels seus programes de ràdio i televisió López- Dóriga i Chapultepec 18.
- Millor columnista de l'any 1999 per Asociación d'Editores de Periódicos Diarios de la República Mexicana A. C. (AEDIRMEX).
- Premis “Bernal Díaz del Castillo y Emilio Azcárraga Vidaurreta” al XXXI Certamen Nacional de Periodisme del 2001 por per crònica i informació més oportuna.
- Ales de Plata Premi Nacional pel cap alt destacat dels mitjans de comunicació del 2003.
- Primer premi Mèxic de “Periodisme” en la categoria d'entrevista per la Federació d'Associacions de Periodistes Mexicans A. C. (FAPERMEX).
- El juliol 2009, la revista Líderes Mexicanos li lliura un reconeixement per ser un dels 300 líders més influents de Mèxic.
- Presea en grau de collaret de l'Acadèmia Nacional en 2005 pel seu lideratge en el periodisme a Mèxic.
- La Societat Mexicana de Geografia i Estadística de l'Estat de Mèxic, li va atorgar el pergamí al mèrit periodístic Nacional Ignacio Ramírez “El Nigromante”.
- Al març 2009, la revista Quién li lliura un reconeixement per ser una de les 50 personalitats més influents del país.
- Premi a la Notícia en televisió del INEGI al setembre del 2015 per «El registro administrativo en México», transmesa a El Noticiero con Joaquín López-Dóriga.

## ontrovèrsies
Entrevista a Irma Serrano
- El 7 d'abril de 2000, López Dóriga va entrevistar en El Noticiario con Joaquín López-Dóriga a l'actriu i llavors senadora, Irma Serrano per un conflicte que va sostenir el dia anterior en el ple de la Cambra de Senadors contra el seu president, Dionisio Pérez Jácome, la qual va acabar en un insult proferit per Serrano cap al president del Senat. Durant l'entrevista, Serrano va expressar els seus disgust amb Pérez Jácome i altres membres de la Cambra, però quan s'estava donant per conclosa l'entrevista, la senadora parlant i sense cap motiu va titllar de «priista» al periodista.

Incident amb Eduardo Andrade
- El 1 de desembre de 2000, López Dóriga va organitzar una emissió especial d' El Noticiario amb motiu de la presa de possessió del llavors president Vicente Fox. En el panell es trobaven l'analista polític, Jaime Sánchez Susarrey; el senador del Partit Acció Nacional, Diego Fernández de Cevallos i el excandidato presidencial de Democràcia Social, Gilberto Rincón Gallardo. Enmig de la transmissió en viu, el llavors diputat federal del Partit Revolucionari Institucional, Eduardo Andrade Sánchez, va irrompre sobtadament a l'estudi, va demanar la paraula «amb alè alcohòlic» i va acusar deliberadament a Televisa i a altres mitjans nacionals de no donar espais televisius al seu partit. López Dóriga es va mostrar desconcertat, li va oferir una cadira a Andrade i, minuts després, es va asseure per a procedir a donar una rèplica, igual que la hi va permetre el periodista. Dies més tard, Andrade va reconèixer que la seva actitud no havia estat la correcta al programa de López Dóriga i va acabar oferint una disculpa pública per aquest incident.[5]

Entrevista a Mario Marín Torres
- El 15 de febrer de 2006, poc abans d'iniciar una entrevista amb el llavors governador de Puebla, Mario Marín Torres (després de la publicació d'una conversa entre Marín i l'empresari Kamel Nacif Borge on felicita Marín per haver col·laborat en la detenció —al desembre de 2005— de la periodista Lydia Cacho, arran de l'acusació de Cacho a Nacif per ser un presumpte membre d'una xarxa de pederàstia), López-Dóriga va qüestionar fortament les actituds que s'escoltaven en l'enregistrament obtingut pel diari La Jornada. L'entrevista va ser represa diversos líders d'opinió de tota la premsa. La divulgació de la conversa entre Marín Torres i Nacif Borge va derivar posteriorment en una recerca al governador per tràfic d'influències aquest mateix any i va finalitzar en 2007 quan la Suprema Cort de Justícia va dictaminar a favor de Marín i va concloure que no va haver-hi violació greu de drets humans contra Cacho, decisió va ser durament criticada per la premsa.[6]

Incident amb la revista Proceso i "El Grande"
- L'1 de desembre de 2010, a El Noticiero con Joaquín López-Dóriga, es va emetre un reportatge sobre un possible acord entre la revista Proceso, específicament entre el periodista Ricardo Ravelo, i el narcotraficant —prèviament detingut— Sergio Villareal Barragán El Grande.[7] Un dia després Proceso va respondre i acusà Noticieros Televisa ] de muntar un «cop baix» en contra seva alguna cosa que només va quedar en dites, perquè durant el noticiari nocturn es va fonamentar cadascun dels punts del reportatge.

Entrevista amb Anthony Hopkins
El 15 de febrer de 2011, durant una entrevista que l'actor Anthony Hopkins va concedir a Joaquín López Dóriga amb motiu de la promoció a Mèxic de la pel·lícula The Rite, va haver-hi problemes tècnics perquè el periodista fes el seu treball de manera adequada. A causa dels contratemps tècnics el periodista va haver de realitzar l'entrevista sense traductor, cosa que va derivar en què cometés un ensopec i aconseguís la simpatia de l'actor de Hollywood. Aquest fet es va tornar viral i inclusivament el mateix periodista va acceptar de manera simpàtica el seu error.
Marcador de futbol durant el Mundial del Brasil 2014
El 15 de juny de 2014 Joaquín López Dóriga es va convertir en trending topic en la xarxa social Twitter quan, en finalitzar el partit entre les seleccions de l'Argentina i Bòsnia i Hercegovina (al marc de la Copa del Món de Futbol de 2014), va publicar en el seu compte el tuit: “Es va acabar a #Río Argentina 2 Sèrbia 1”, un error que va acceptar i minuts més tard va corregir.
Foto a Twitter durant el Mundial de Futbol de 2014
El 17 de juny de 2014 Joaquín López Dóriga va ser trending topic en Twitter quan, durant el partit entre les seleccions del Brasil i Mèxic, es van filtrar en aquesta xarxa social dues fotografies en les quals es distingeixen al conductor veient aquest partit pel canal 7 de TV Azteca; cosa que va fer que el president de Grupo Salinas, Ricardo Salinas Pliego, retuités un tuit de la seva autoria que resa: "Tots veient #Asteca La veu del Mundial pic.twitter.com/83meafzrlm >> Fins a la competència prefereix #Aztecarioca!" davant aquesta provocació, López Dóriga va respondre a Salines Pliego i a Mario San Román, CEO d'Asteca, un tuit amb el text: "Mira @RicardoBSalinas ni amb la foto, la realitat es va imposar: Ràtings de #MEX-#BRA Televisa goleja a TvAzteca. Salutacions", al costat d'un enllaç que porta a la columna de Ciro Gómez Leyva en el diari Milenio en la qual es mostrava que, Televisa va tenir major audiència durant i després de la transmissió de la trobada futbolística.
Opinió sobre Donald Trump
El 17 de juny de 2015, tan bon punt el llavors Secretari de Relacions Exteriors José Antonio Meade Kuribreña va rebutjar una controversial declaració de l'aspirant a la presidència dels Estats Units, Donald Trump, sobre els immigrants mexicans emesa el dia anterior; López-Dóriga va finalitzar aquesta notícia comentant: “Jo insisteixo: Donald Trump és un oportunista, és un cretí i, si em vaig al diccionari, és un imbècil (...) I no ho dic com un insult, sinó com un retrat parlat”. Un gest que va semblar una defensa legitima d'un líder d'opinió.
Distracció de l'equip de producció del noticiari
El 12 d'agost de 2015 mentre comentava l'anunci del governador del Banc de Mèxic, Agustín Carstens, sobre la baixa en la previsió del creixement per a aquest país; la imatge sobtadament va passar del vídeo d'aquest anunci al mateix Joaquín López Dóriga sense que l'haguessin avisat que anava a quadre pel que el periodista, per la qual cosa va tenir un gest poc usual que va derivar d'un error que comunament passa als programes en viu. En notar el seu error es va disculpar amb l'audiència i va continuar amb el noticiari.
Querella legal amb María Asunción Aramburuzabala
El 21 d'agost de 2015, el diari Reforma, va publicar una notícia on la propietària de la immobiliària Abilia, propietat de María Asunción Aramburuzabala (considerada per la revista Forbes com la dona més rica de Mèxic), va denunciar una suposada extorsió per l'esposa del periodista. Aquesta acusació quedaria arxivada després que no es va comprovar la suposada extorsió.
El periodista va rebutjar categòricament les acusacions en contra de la seva esposa. Encara que aquesta no va ser l'única acusació que va rebre López Dóriga, sinó que també va ser acusat de fer amenaces telefòniques contra Arambuzabala, aquest fet va ser desmentit pel periodista. Fins i tot, un jutge en primera instància havia dictaminat que no s'havia comès cap extorsió.
Quant al judici, continua obert i el jutge ha portat a declarar a totes dues parts.
Periodisme vs. Democràcia
El 22 de maig de 2018, Javier Náñez Pro representant davant l'Instituto Nacional Electoral del candidat independent a la presidència de Mèxic Jaime Heliodoro Rodríguez Calderón «El Bronco», va denunciar per mitjà de xarxes socials a Joaquín López-Dóriga de censurar al candidat independent a la Presidència de la República Jaíme Rodríguez Calderón, després de rebre un missatge de la seva producció desinvitándolo dels debats de coordinadors de campanya a Radiofórmula, la qual cosa va atribuir al xoc entre el candidat independent i el periodista en el programa de televisió "Tercer Grado".
Davant això, Joaquín López Dóriga expressa en el seu programa de Ràdio Fórmula que ja no va convidar al representant de "El Bronco", perquè ell així ho va decidir, perquè el seu programa és "periodístic", i perquè ell "no fa democràcia", i de seguida desqualifica al candidat presidencial Jaime Rodríguez Calderón, en dir que ara la taula que condueix serà "entre els coordinadors dels qui sí que poden enfrontar la baralla per la candidatura presidencial, candidats que sí que tenen partit, perquè l'altre és un farciment".